# Іванов Данило Андрійович
Іванóв Данило Андрійович — капітан Збройних сил України, учасник російсько-української війни. Нагороджений Орденом Богдана Хмельницького III ступеня: евакуював близько 70 поранених українських військовослужбовців з оточення російських військ.

## Громадянська позиція
Уродженець селища Нікольське Маріупольського району Донецької області. Проявив активну громадянську позицію від початку російського вторгнення на сході України у 2014 році. Повернув український прапор над будівлею Нікольської селищної ради під час дій сепаратистів, які просували російські пропагандистські наративи, розповсюджуючи ідеї проведення референдуму на сході та відокремлення її від решти України.

## Бойовий шлях
2014 року приєднався до добровольчого батальйону «Київщина», потім — «Миротворець». У 2016 році вступив на військову службу одного з батальйонів 36-тої окремої бригади морської піхоти. Згодом отримав офіцерське звання, навчаючись в Національній академії Сухопутних військ України імені гетьмана Петра Сагайдачного. У 2019 році почав службу у Військо-морських силах України, підписавши контракт із 503-м окремим батальйоном морської піхоти.
Повномасштабне вторгнення зустрів у смт. Верхньоторецьке, де перебував у відрядженні у складі військової частини. Під час просування російських військових колон в напрямку Маріуполя підрозділ 503-го окремого батальйону морської піхоти вирушив на південь, щоб не допустити оточення підрозділів, які залишалися у Маріуполі. Проте підрозділ не зміг прорватися у місто, яке стало відрізаним через прорив російських військ. З 8 березня у селі Зачатівка, а потім у селі Євгенівка Волноваського району морпіхи опинилися у фактичному повному оточенні росіян, які вийшли назустріч з Бердянського напрямку. Підрозділ тиждень тримав оборону, завдаючи великих втрат підрозділам РФ, але зазнавши важких втрат як особового складу, так і техніки, мав відступити на вигідніші позиції.
Перебуваючи під щільним ворожим вогнем, Данило Андрійович зміг евакуювати з оточення в селі Євгенівка та врятував життя більше ніж 70 пораненим військовослужбовцям, за що Указом Президента України від 26.03.22 року № 175, був нагороджений Орденом Богдана Хмельницького III ступеня.
У 2023 році долучився до іншого підрозділу Військово-Морських сил Збройних сил України.

## Нагороди
Під час проходження військової служби відзначений нагородами — нагрудним знаком «За військову доблесть», «За зразкову службу», відзнакою МОУ «Знак пошани» та іншими.

## Родина
Виховує доньку.